# Myriam Beynens
Myriam Beynens is een personage uit de VTM-televisieserie Familie, gespeeld door Camilia Blereau.

## Overzicht
We leren Myriam kennen als de vrouw van André Beynens die samen het huisje van Anna Dierckx en Albert Thielens in Benidorm willen overkopen. Myriam wil zo snel mogelijk vertrekken naar Benidorm samen met haar echtgenoot Dré.
Myriam is een zeer nette vrouw. Als Dré in het ziekenhuis komt te liggen met ernstige verwondingen komt ze haar echtgenoot vaak eens bezoeken. Ze is ook een aantal keer op gesprek gekomen bij Victor Praet. Die laatste vermoedt dat Myriam iets te maken heeft met de verwondingen van Dré. Die beschuldiging gaat bij Myriam een beetje te ver en ze dreigt er zelfs mee Victor aan te klagen. Uiteindelijk betrapt Victor Myriam op heterdaad. Myriam slaat Dré. Ondanks alles wil Dré Myriam, zijn eigen vrouw, niet aanklagen.